# Опекунская серия
Так называемая Опекунская серия, Попечители Воспитательного дома — цикл портретов попечителей московского Воспитательного дома, написанный русскими художниками, в том числе Фёдором Рокотовым и Дмитрием Левицким.

## История
Екатерина II, усилиями которой был основан Воспитательный дом, полагала необходимым награждать и сохранять в памяти потомства заслуги жертвователей и благотворителей. Иван Бецкой предлагал увековечить всех благодетелей Воспитательного дома в портретах и «представлением их в барельефах в нарочно приготовляемых для сего залах … с приложением описания их усердия к пользе человечества».
В Воспитательном доме возник музей и картинная галерея, главный зал был украшен портретами опекунов и попечителей. В неё входили живописные и скульптурные изображения Екатерины II, И. И. Бецкого, главного попечителя Дома сенатора Н. И. Маслова, опекунов и дарителей. Для выполнения заказов для Московского Воспитательного дома привлекались известные русские мастера — Рокотов, Левицкий, Козлов, Аргунов.
Их кисти принадлежали портреты П. И. Вырубова, И. Н. Тютчева, Б. Умского и князя С. В. Гагарина (первых опекунов Дома), крестьянина Н. А. Сеземова и заводчика П. А. Демидова, девицы М. Д. Кашкадамовой, архиепископа Амвросия, светлейшей ланд-графини и наследной принцессы А. И. Гессен-Гомбургской.
Большинство портретов находились в зале Совета вплоть до 1917 года.  В 1799 году коммерческое училище было переведено из Москвы в Петербург,  отдельно  от Воспитательного дома, и портрет Демидова попал в Петербург, затем был переведён в Императорский Русский музей Александра Третьего, откуда в 1930 году из Русского музея вернулся в Москву, в Государственную Третьяковскую галерею.

## Портреты
Работы Рокотова
1. Тютчев, Иван Никифорович, 1768. ГТГ
2. Гагарин, Сергей Васильевич, 1768. ГРМ
3. Вырубов, Петр Иванович, 1768, ГТГ

- Тютчев
- Гагарин
- Вырубов

Работы Левицкого
1. Демидов, Прокофий Акинфиевич, 1773. ГТГ
2. Сеземов, Никифор Артемьевич
3. Умский, Богдан Васильевич, 1770, Армения

- Демидов
- Сеземов
- Умской

Работы Фридриха Гартмана Баризьена
1. Шубский, Яков Алексеевич, 1765, ГТГ

???
1. Кашкадамова М. Д.
2. архиепископ Амвросий
3. принцесса Анастасия Ивановна Гессен-Гомбургская

### Рокотов
Портреты опекунов Московского Воспитательного дома — С. В. Гагарина (не позднее 1768. ГРМ), И. Н. Тютчева (1768. ГТГ) и П. И. Вырубова — написаны не позднее ноября 1768 г. Сохранилась запись в журнале Опекунского совета от 22 ноября 1768 г., в которой говорится: «Положим академику г-дину Рокотову за написание им трех опекунских портретов за каждый по сту, итого триста Рублев выдать из опекунской суммы и впредь по написании таковых выдавать за каждый по сту Рублев». В портрете Тютчева не дописан фон и не закончена работа над левой рукой, но произведение было куплено Опекунским советом и находилось в воспитательном доме вплоть до Октябрьской революции.

### Левицкий
Заказ на портрет Сеземова исходил от президента Академии художеств И. И. Бецкого. На основание Воспитательного дома откупщик ассигновал огромную сумму в 14 788 рублей. В марте 1771 года полотно было помещено в зале Совета среди других портретов опекунов и жертвователей. На обороте — надпись «Человеколюбивый Податель Села выхина поселянинъ Никифоръ Артемьевъ Сезомовъ 1770. Году». Одной рукой Сеземов держит лист, а другой указывает на него. На листе изображён Московский воспитательный дом и спеленутый безродный младенец. Здесь же приведён соответствующий текст из псалма: «Блажен, разумевай на нища и убога, в день лют избавит его Господь».
Заказ на портрет Демидова также исходил от Бецкого. Член опекунского совета Б. В. Умской писал Бецкому: «Пр. Ак. Демидова портрет иметь в Совете должны; как то сделать не знаем, да к тому ж и писать некому… Ежели бы изволили прислать, многие могли бы своё удовольствие иметь, да и тот мог быть авантажней». За первый из заказанных И. И. Бецким портретов художник получил всего 50 рублей, а за второй, Демидова — уже 400. За колоннами — здание Воспитательного дома, на строительство которого Демидов пожертвовал большие денежные суммы, основав при нём также Коммерческое училище. Правой рукой он указывает на цветущие растения и на здание Воспитательного дома, обитатели которого так же, как и цветы, нуждаются в заботе и уходе.

### Прочие
Яков Алексеевич Шубский, придворный певчий, был возведён в дворянское достоинство императрицей Елизаветой Петровной. Будучи благотворителем Московского Воспитательного дома, в январе 1765 он пожертвовал ему своё имение. В знак благодарности Совет опекунов заказал Баризьену портрет Шубского, который до 1917 находился в собрании Воспитательного дома. Впоследствии Шубский постригся в монахи и поселился в Сумском монастыре.